# Metalder
 (février 2019).
Si vous disposez d'ouvrages ou d'articles de référence ou si vous connaissez des sites web de qualité traitant du thème abordé ici, merci de compléter l'article en donnant les références utiles à sa vérifiabilité et en les liant à la section « Notes et références ».
Spielvan Giraya
Metalder (超人機メタルダー, Chōjinki Metaruda) est une série télévisée japonaise en 39 épisodes (auxquels s'ajoutent un film, inédit en France) diffusée entre le 16 mars 1987 et le 17 janvier 1988 sur TV Asahi.
En France, elle est diffusée à partir du 24 juillet 1989 dans le Club Dorothée sur TF1. Le générique français est interprété par Jean-Paul Césari.

## Synopsis
Le professeur Koga, un scientifique, réalise que de nombreux fléaux s’abattent sur le monde et que le responsable serait un magnat de la finance dont le but est d’affaiblir les compagnies victimes de ces fléaux dans le but de les racheter. À l’aide de ses secrétaires maléfiques (Secrétaire K et Secrétaire S), il règne dans un espace parallèle proche du nôtre, « le monde du mal » (la banque de l’ombre en V.O.), où il se fait appeler l’Empereur Néros (God Néros en V.O.) et dirige une armée de robots qu’il a lui-même construits pour régner sur le monde.
Pour le contrer, le professeur Koga a créé Métalder : un robot presque invincible à qui il a donné, sous sa forme humaine, l’apparence de son fils, tué au combat il y a 42 ans pendant la Guerre du Pacifique. À la mort du professeur Koga, tué par les robots de Néros, Métalder est activé et va combattre Néros et son armée de robots pour l’empêcher de s’emparer du monde. Il est aidé d’Anna (Mai Ougi en V.O.) son amie photographe ainsi que d’un chien-robot qui parle nommé Springer et qui le répare occasionnellement lorsque Métalder est endommagé sous sa forme mécanique.

## Liste des épisodes
1. Métalder est né
2. Métalder découvre le monde
3. Première victoire
4. Échec à Neros
5. Le tueur local
6. Naissance d'une amitié
7. Des liens fraternels
8. Un robot de parole
9. Rêves
10. Le robot violoniste
11. La fin d'un héros
12. Vengeance de femme
13. Le tunnel
14. Les deux sœurs
15. La vengeance d'un fils
16. Métalder a eu chaud
17. Adversaires mais pas ennemis
18. Le secret de Neros
19. Visite chez Neros
20. Les chiens abandonnés
21. Un mystère dans la ville
22. Les dauphins rouges
23. La grande compétition
24. Tours de magie
25. Un gentil singe
26. Courage Enzo
27. L'otage
28. La panthère rouge
29. Un simple chien errant
30. Le serment
31. Une adorable petite fille
32. Une fleur fatale
33. Le piège de l'amitié
34. L'empereur aux mille visages
35. La vérité sur Neros
36. Le père d'Anna contre Métalder
37. La perte d'un ami
38. L'ultime confession
39. Adieu Métalder

## Distribution
- Akira Senō (ja) : Héraclor / Metalder
- Ken Uehara : Professeur Koga
- Shinji Toudou : Gouzou Kirihara
- Hiroko Aota : Anna (Mai Ougi en VO)
- Isukeko Matsu : Secrétaire K
- Emiko Yamamoto : Secrétaire S
- Hiroshi Kawai : Hakkô Kita

### Personnalités invités
- Ken Uehara : Dr Ryuichiro Koga (ép. 1)
- Princesse Tenkō (en) : elle-même (ép. 24)
- Kenji Ōba : Takuji (ép. 25 et 26)
- Hiroshi Watari (en) : Tetsuya  (ép. 25 et 26)
- Junichi Haruta (en) : Master (ép. 25 et 26)
- Makoto Sumikawa : Miki  (ép. 25 et 26)
- Sumiko Tanaka : Risa  (ép. 25 et 26)

## Doublage original
- Michiro Handa : Metalder (voix)
- Takeshi Watanabe : Empereur Néros
- Atsuo Mori : Foudroyor (Top Gunder en VO)
- Takeshi Kuwahara : Balski (voix)
- Eisuke Yoda : Geldring (voix)
- Toku Nishio : Ben K (voix)
- Naoki Tatsuta : Hedogross (voix)
- Issei Masamune : narrateur (voix)

En raison du calendrier de production, certaines voix ont pu être inversées, quand elle ne comptaient qu'une ligne de dialogue dans l'épisode.

## Doublage en français (Studio SOFI)
- Olivier Destrez : Héraclor/Metalder, Valsky
- Magali Barney : Anna, Secrétaire S
- Georges Atlas : Empereur Néros
- Marc Lebel : Geldring
- Françoise Pavy : Secrétaire K (premiers épisodes)
- Catherine Privat : Secrétaire K (voix principale)
- Catherine Hubeau : Secrétaire K (voix de remplacement : ép. 21 à 24 et 27)
- Jean-Claude Montalban : narrateur, Hakkô Kita, Springer, Kulguin (voix principale)
- Marc François : narrateur et Hakkô Kita (voix de remplacement : ép. 21 à 24 et 27)
- Teddy Billis : Professeur Koga, Kulguin et Valsky (certains épisodes)
- Stéphanie Murat : voix additionnelles